# Topayauri

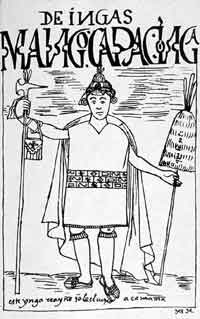
Manco Cápac portando o topayauri na mão direita, segundo Guaman Poma.

O topayauri era um dos símbolos de poder que os Incas usavam.
Era uma vara ou cetro de ouro em forma de machado cuja folha terminava por um lado num furador, e pelo outro numa faca similar a um tumi. As autoridades de menor faixa usavam também distintivos deste tipo ou com outros metais como prata ou cobre.
Este cetro tinha antecedentes míticos, dizia-se que era o cedro do deus Tonapa, entregou generosamente ao cacique Apotambo e depois herdado deste por seu filho Manco Cápac, quem o usou durante sua marcha desde o Huanacauri. Manco aproveitou seus poderes mágicos para reconhecer as condições de cultivo das novas terras que atravessava, até que chegou ao vale do Cuzco. A sua morte, transmitiu este cetro a seu filho Sinchi Rocha.